# Nätra socken
Nätra socken i Ångermanland ingår sedan 1971 i Örnsköldsviks kommun och motsvarar från 2016 Nätra distrikt.
Socknens areal är 382,00 kvadratkilometer, varav 364,10 land. År 2000 fanns här 5 418 invånare. Tätorterna Åmynnet och Köpmanholmen samt tätorten och kyrkbyn Bjästa med sockenkyrkan Nätra kyrka ligger i socknen. 

## Administrativ historik
Nätra socken har medeltida ursprung. Under 1300-talet utbröts Sidensjö socken.
Vid kommunreformen 1862 övergick socknens ansvar för de kyrkliga frågorna till Nätra församling och för de borgerliga frågorna bildades Nätra landskommun. Landskommunen inkorporerade 1952 Sidensjö landskommun som 1971 uppgick i Örnsköldsviks kommun.
1 januari 2016 inrättades distriktet Nätra, med samma omfattning som församlingen hade 1999/2000.  
Socknen har tillhört fögderier, tingslag och domsagor enligt vad som beskrivs i artikeln Ångermanland. De indelta båtsmännen tillhörde Andra Norrlands andradels båtsmanskompani.

## Geografi
Nätra socken ligger vid kusten norr om Skuleskogen och sydväst om Örnsköldsvik, kring Nätraån och Nätrafjärden. Socknen är en starkt kuperad kustbygd med odlingsbygd i dalarna och däromkring en höglänt bergs- och skogsbygd med höjder som i Västanåhöjden i väster når 427 meter över havet.
Sockenområdet ligger kring nedre Nätraån och Nätrafjärden samt kring Näskeåns mynning i Näskefjärden. De centrala delarna är grupperade längs Nätraåns nedre lopp, där också tätorterna Bjästa och Köpmanholmen är belägna.
Socknen har en tämligen stor men gles skärgård, vilken består av bland annat Ulvöarna i söder, Ronön (nordväst om Norra Ulvön), Trysunda samt Älgön och Västra- respektive Östra Strängön i Nätrafjärden. Som en ensam utpost längst i söder ligger skäret Gnäggen (cirka 3 km söder om Södra Ulvön).
Socknens byar har haft fäbodar inom Nätra fjällskog som nu är ett välbesökt friluftsområde med ett tiotal bevarade fäbodvallar och två naturreservat omfattande sammanlagt 435 hektar.

## Geografisk avgränsning
Nätra socken avgränsas i söder av Vibyggerå socken i Kramfors kommun. Gränsen mot Vibyggerå går från Kälaviken av Bottenhavet spikrakt i nordvästlig riktning genom Skuleskogen. Allra längst i söder, väster om Södra Ulvön gränsar Nätra socken mot Nordingrå socken i Kramfors kommun. Detta hänger samman med att sockengränsen löper cirka 20 km i nord-sydlig riktning mellan Ulvöarna och fastlandet. "Tresockenmötet" Nätra-Vibyggerå-Nordingrå" ligger mitt ute i vattnet i Ullångersfjärdens mynning i havet. 
Cirka 18 km nordväst om Kälaviken, strax väster om den lilla Hästtjärnen och strax öster om berget Hästen ligger "tresockenmötet" Nätra-Vibyggerå-Sidensjö.  
Från Hästtjärnen gränsar socknen i väster mot Sidensjö socken. Sockengränsen går bland annat genom Hinnsjön (204 m ö.h.) samt Orrvikssjön och Drömmesjön (75 m ö.h.). I denna del av socknen ligger bland annat byarna Orrvik, Sunnansjö och Bjällsta.
Gränsen mellan Nätra och Sidensjö går genom Drömmesjön och in i Nätraån vid dess avlopp från Drömmesjön. Byn Blåvik ligger i Nätra. Vid Hagaris viker gränsen tvärt mot norr och når på berget Tvärkälsberget "tresockenmötet" Nätra-Sidensjö-Själevad. Härifrån gränsar Nätra socken i norr mot Själevads socken.
Inom Nätra ligger bland annat byarna Västersel, Östersel, Mjäla, Sörtjärn och Norrtjärn. Den sistnämnda ligger vid Åtessjön (20 m ö.h.) där E4 går in i Själevads socken. Den lilla sjön delas av de båda socknarna. 
I socknens nordöstra del ligger bland annat byarna Bergom, Utby och Utbysundet. Den senare ligger vid Bäckfjärden som är en vik av Bottenhavet. Vid Nätrafjärdens norra strand längst ut mot havet ligger Balesuddens naturreservat. Längst inne i Nätrafjärden ligger Köpmanholmens tätort.
I socknens södra fastlandsdel ligger även Näskefjärden, som går in mot Näske och Hummelvik. I denna fjärd mynnar Näskeån som avvattnar bland annat Skulesjön, som ligger 57 m ö.h. strax norr om Skuleskogens nationalpark. Vid Skulesjön ligger en liten bygd med byarna Skulnäs och Skule som samlingspunkter.

## Namnet
Namnet (1344 Neteru) är ett bygdenamn som kommer från Nätraån. Ånamnet innehållet ett ord med betydelsen 'våt, fuktig' syftande på åns sanka stränder.

## Historia
Man har anträffat cirka 160 fornlämningar inom socknen. Av dessa är omkring 30 så kallade kustboplatser från stenåldern. Från bronsåldern finns ungefär 125 rösegravar, vilka ligger högt uppe längs bronsålderns kustlinje.

## Befolkningsutveckling
| Befolkningsutvecklingen i Nätra socken 1750–1990                                                         | Befolkningsutvecklingen i Nätra socken 1750–1990 | Befolkningsutvecklingen i Nätra socken 1750–1990 | Befolkningsutvecklingen i Nätra socken 1750–1990 | Befolkningsutvecklingen i Nätra socken 1750–1990 |
| --- | ------------------------------------------------ | ------------------------------------------------ | ------------------------------------------------ | ------------------------------------------------ |
| |                                                  |                                                  |                                                  |                                                  |
| År |                                                  |                                                  | Folkmängd                                        |                                                  |
| 1750 | 1750                                             |                                                  | 1 420                                            |                                                  |
| 1760 | 1760                                             |                                                  | 1 445                                            |                                                  |
| 1769 | 1769                                             |                                                  | 1 519                                            |                                                  |
| 1780 | 1780                                             |                                                  | 1 755                                            |                                                  |
| 1790 | 1790                                             |                                                  | 1 920                                            |                                                  |
| 1810 | 1810                                             |                                                  | 2 246                                            |                                                  |
| 1820 | 1820                                             |                                                  | 2 510                                            |                                                  |
| 1830 | 1830                                             |                                                  | 2 773                                            |                                                  |
| 1840 | 1840                                             |                                                  | 2 863                                            |                                                  |
| 1850 | 1850                                             |                                                  | 3 576                                            |                                                  |
| 1860 | 1860                                             |                                                  | 3 933                                            |                                                  |
| 1870 | 1870                                             |                                                  | 4 140                                            |                                                  |
| 1880 | 1880                                             |                                                  | 4 777                                            |                                                  |
| 1890 | 1890                                             |                                                  | 5 039                                            |                                                  |
| 1900 | 1900                                             |                                                  | 5 398                                            |                                                  |
| 1910 | 1910                                             |                                                  | 5 728                                            |                                                  |
| 1920 | 1920                                             |                                                  | 5 440                                            |                                                  |
| 1930 | 1930                                             |                                                  | 5 734                                            |                                                  |
| 1940 | 1940                                             |                                                  | 6 120                                            |                                                  |
| 1950 | 1950                                             |                                                  | 6 071                                            |                                                  |
| 1960 | 1960                                             |                                                  | 6 100                                            |                                                  |
| 1970 | 1970                                             |                                                  | 5 718                                            |                                                  |
| 1980 | 1980                                             |                                                  | 5 948                                            |                                                  |
| 1990 | 1990                                             |                                                  | 5 842                                            |                                                  |
| Anm: Källor: Umeå universitet - Tabellverket 1749-1859, Demografiska databasen, CEDAR, Umeå universitet. |                                                  |                                                  |                                                  |                                                  |